# (65696) Pierrehenry
(65696) Pierrehenry est un astéroïde de la ceinture principale.

## Description
(65696) Pierrehenry est un astéroïde de la ceinture principale. Il fut découvert le 6 octobre 1991 à l'Observatoire Palomar par Andrew Lowe. Il présente une orbite caractérisée par un demi-grand axe de 2,81 UA, une excentricité de 0,12 et une inclinaison de 9,1° par rapport à l'écliptique.

## Compléments